# Fissidens wallisii
Fissidens wallisii är en bladmossart som beskrevs av C. Müller 1874. Fissidens wallisii ingår i släktet fickmossor, och familjen Fissidentaceae. Inga underarter finns listade i Catalogue of Life.